# H. H. ter Balkt

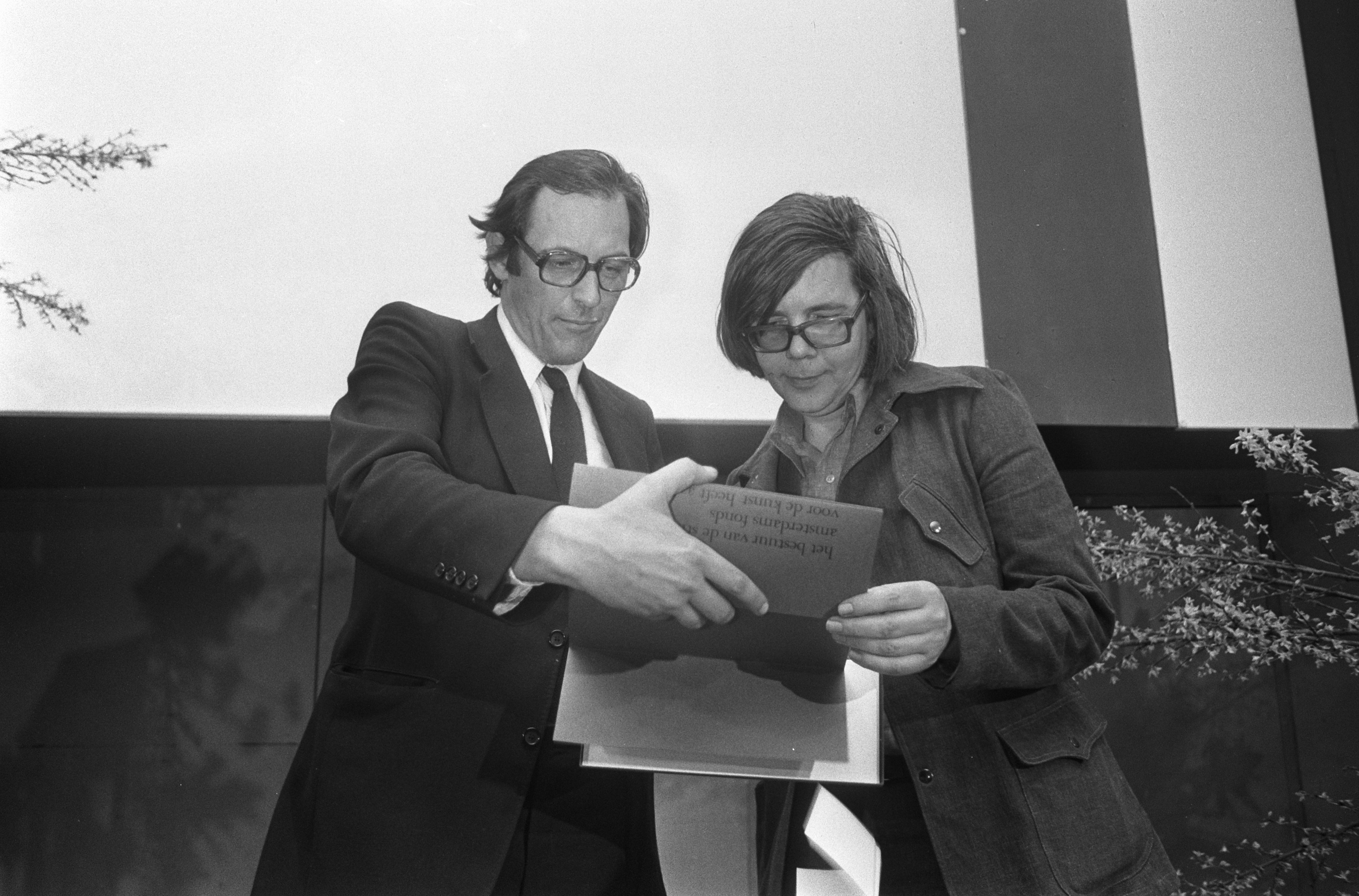
Han Lammers und H.H. ter Balkt (1974)

Herman Hendrik „Harry“ ter Balkt (* 17. September 1938 in Usselo, Enschede, Provinz Overijssel; † 9. März 2015 in Nijmegen, Provinz Gelderland) war ein niederländischer Lehrer und Dichter, der seine ersten Anthologien unter dem Pseudonym Habakuk II de Balker veröffentlichte und unter anderem 1998 mit dem Constantijn-Huygens-Preis sowie 2003 mit dem P.C.-Hooft-Preis ausgezeichnet wurde.

## Leben

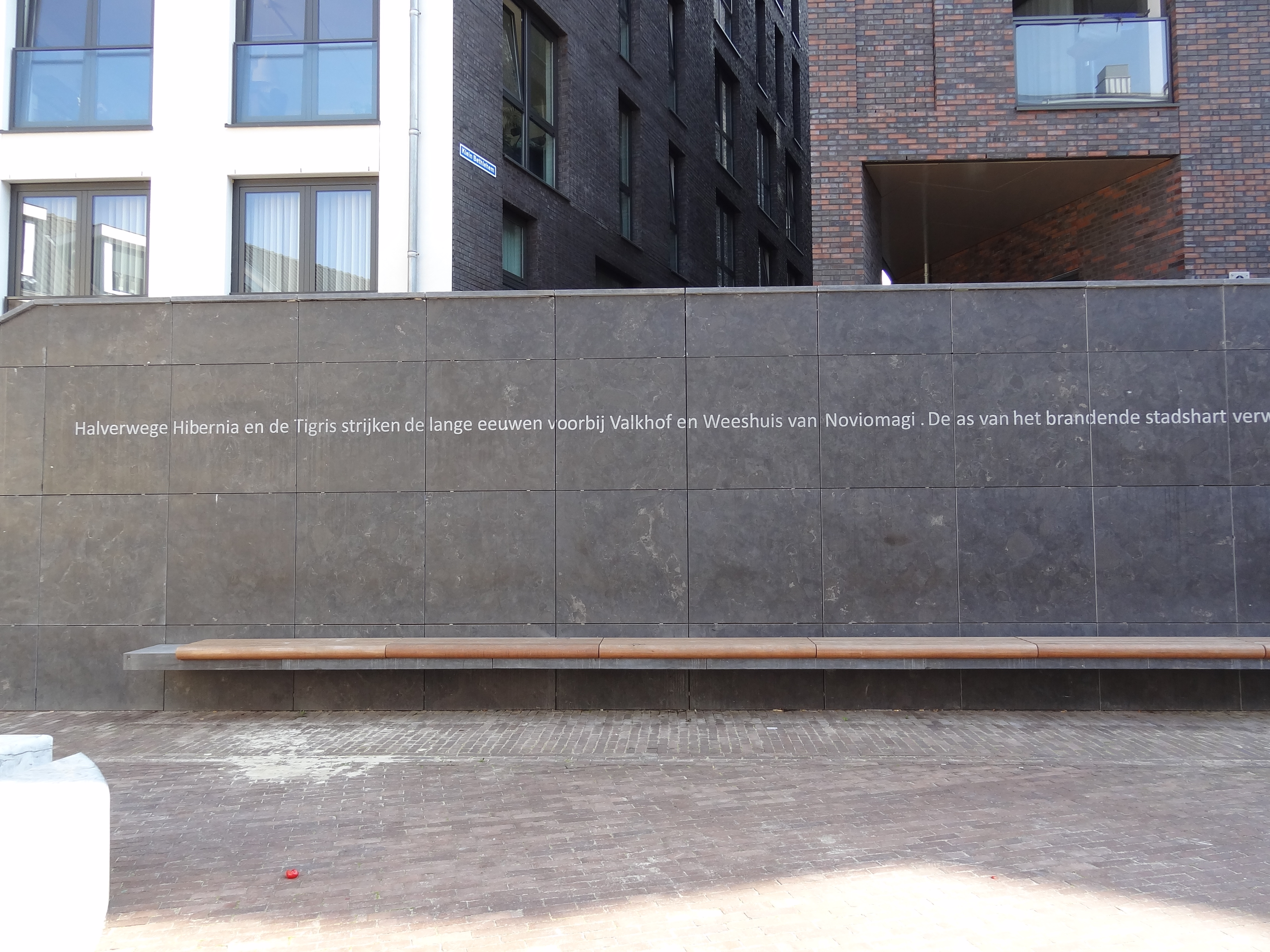
Vers von H.H. ter Balkt auf dem Gebroeders Van Limburgplein in Nijmegen (Teil 1)

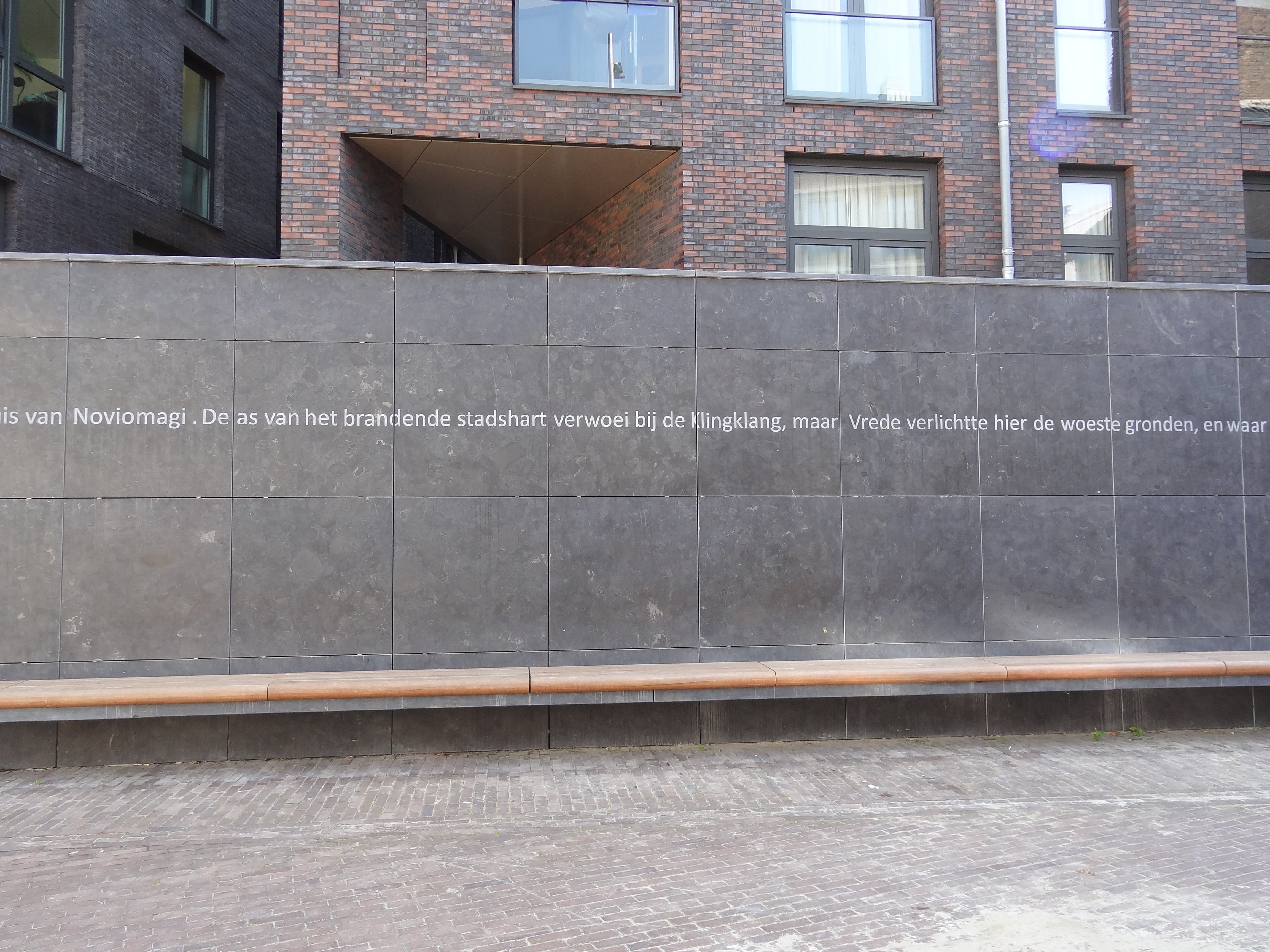
Vers von H.H. ter Balkt auf dem Gebroeders Van Limburgplein in Nijmegen (Teil 2)

Ter Balkt, der nach einem Studium als Lehrer tätig war, veröffentlichte sein Debütwerk Boerengedichten ofwel Met de boerenbijl 1969. In der Folgezeit erschienen zahlreiche weitere Gedichtbände auch unter dem Pseudonym Habakuk II de Balker, die oftmals mit Literaturpreisen ausgezeichnet wurden wie 1973 mit dem Herman-Gorter-Preis für De gloeilampen, de varkens (1972). Sein Erstlingswerk Boerengedichten wurde 1975 zusammen mit dem 1970 erschienenen Band Uier van het Oosten mit dem Kabouter-Van het Oosten-Preis gewürdigt, während er 1980 den Henriette-Roland-Holst-Preis für Waar de burchten stonden en de snoek zwom (1979) erhielt.
Nachdem er seine Tätigkeit als Lehrer 1983 aufgab, lebte er als hauptberuflicher Schriftsteller und wurde 1988 mit Jan-Campert-Preis für Aardes deuren (1987) geehrt, während er für In de kalkbranderij van het absolute (1990), Laaglandse hymnen (1991) sowie Ode aan de grote kiezelwal 1993 mit dem Charlotte-Köhler-Preis ausgezeichnet wurde. 1993 erschien in deutscher Sprache der von Gregor Laschen herausgegebene Gedichtband Eine Jacke aus Sand: Poesie aus den Niederlanden mit Nachdichtungen von Adolf Endler und Bildern von Anna Schwerdtfeger-Laschen.
In späteren Jahren wurde ter Balkt mehrfach für sein Gesamtwerk ausgezeichnet, und zwar 1997 mit dem Karel-de-Grote-Preis, 1998 mit Constantijn Huygens-Preis sowie 2003 mit dem P.C.-Hooft-Preis. 2005 gab er in einem Zeitungsinterview bekannt, dass er an einer Bipolaren Störung erkrankt sei. 2014 zeichnete ihn seine Wahlheimatstadt Nijmegen, in der seine Gedichtverse auf Bauwerken zu lesen sind, mit der Ehrenmünze (Erepenning) aus.

## Veröffentlichungen
- Boerengedichten ofwel Met de boerenbijl, 1969
- Uier van het Oosten, 1970
- De gloeilampen, De varkens, 1972
- Groenboek, 1973
- Zwijg, Roman, 1973
- Ikonen, 1974
- Oud gereedschap mensheid moe, 1975
- De vliegen dragen de zomer, 1976
- Helgeel landjuweel, 1977
- Joseph Beuys, 1978
- Waar de burchten stonden en de snoek zwom, 1979
- Hemellichten, 1983
- How to Start a Wine Cellar, 1984
- Nieuw verschenen, 1984
- Aardes deuren, 1987
- Het strand van Amsterdam, 1990
- In de kalkbranderij van het absolute, 1990
- Ode aan de Grote Kiezelwal en andere gedichten, 1992
- Het Overijssels landschap, 1992
- Laaglandse hymnen, 1993
- Tegen de bijlen, 1998
- In de waterwingebieden, 2000
- Laaglandse hymnen II, 2002
- Laaglandse Hymnen I-III, 2003
- Vuur, 2008
- Vliegtuigmagneet, 2011

In deutscher Sprache:
- Eine Jacke aus Sand: Poesie aus den Niederlanden, Gregor Laschen (Herausgeber), Nachdichtungen von Adolf Endler und Bilder von Anna Schwerdtfeger-Laschen, 1993, ISBN 3-89429-290-3